# Art Fry

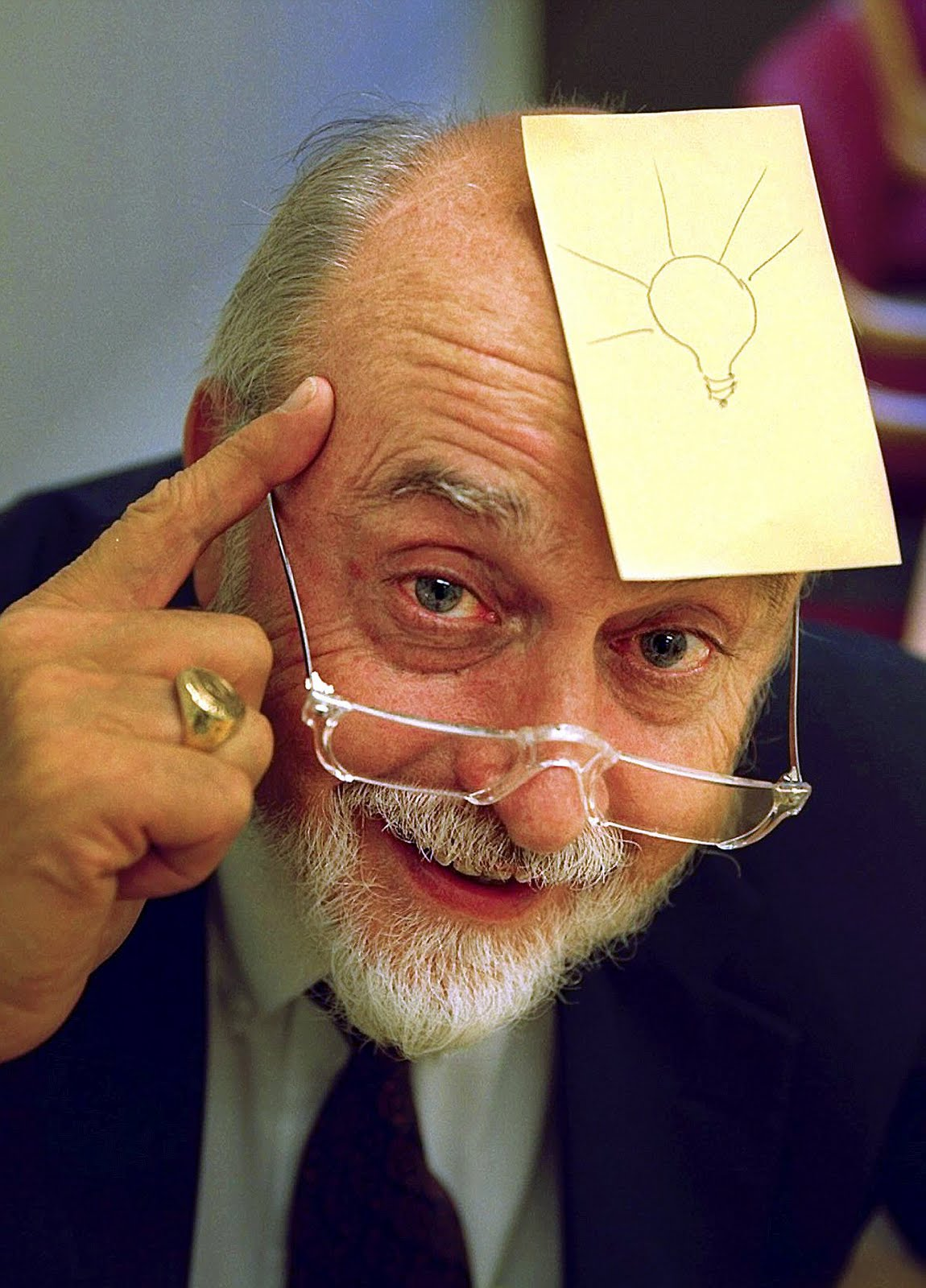
Art Fry

Art Fry (Minnesota, 1931) é inventor e cientista americano. Ele é conhecido como o criador do Post-it, um item de escritório fabricado pela 3M. A partir de 2006, o post-it já era vendido em mais de 100 países.
Fry nasceu em Minnesota, e posteriormente viveu em Iowa e Kansas. Estudou engenharia química na Universidade de Minnesota. Em 1953, ainda matriculado em cursos escolares, Fry teve um emprego na 3M (então chamada Minnesota Mining and Manufacturing Company). Ele trabalhou até a sua aposentadoria no início da década de 1990.

## Post-it
O produto que o tornou mais conhecido, nasceu na década de 1970. Fry participava de um seminário dado pela 3M e outro cientista, Spencer Silver. Foi quando Fry entrou na igreja com a perfeita aplicação. Fry cantava em um coro, e utilizava fitas para marcar as páginas do seu livro de hino e quando o livro era aberto as fitas caíam. Em um domingo de 1974 teve a ideia de usar a cola criada pela 3M para usar com o marcador de páginas.
No dia seguinte, Fry solicitou uma amostra do adesivo. Ele começou a experimentar, revestindo apenas uma borda do papel. Fry utilizou alguns de seus experimentos para escrever notas para seu patrão. Este uso o levou a ampliar a sua ideia original para o conceito que se tornou o Post-it.

## Sucesso
Levou alguns anos para o conceito vir a fazer sucesso, devido a problemas técnicos com a produção e gestão sobre o uso do produto. Post-it foi lançado comercialmente em 1977. Em 1980 e 1981, o Post-it e sua equipe receberam o prêmio 3M's Golden Step Award, dado aos que criam produtos que são significativamente rentáveis. Fry foi nomeado pesquisador corporativo em 1986. Ele também é membro da Sociedade Carlton e Círculo de Excelência Técnica. 